# Sélection officielle
Pour plus de détails, voir Fiche technique et Distribution.
Sélection officielle est un film français réalisé par Jacques Richard, sorti en 2016.
Le rôle d'Ulysse est interprété par quatre comédiens différents.

## Synopsis
Ulysse, un jeune réalisateur, vient de terminer son premier court-métrage et espère qu'il sera sélectionné dans un festival sur l'île de la Réunion. Il invite Clotilde, sa jolie voisine qui rêve de devenir comédienne, à assister au festival, mais il apprend que son film est finalement déprogrammé, et lui cache la vérité de peur de la décevoir.

## Fiche technique
- Titre : Sélection officielle
- Réalisation : Jacques Richard
- Scénario : Jacques Richard, Jean Streff
- Lieu de tournage : La Réunion[2]
- Production : Les Films Élémentaires
- Musique : Jorge Arriagada
- Genre : comédie
- Dates de sortie : 
  -  France : 12 mai 2016 (Festival de Cannes)

## Distribution
- Bernard Ménez : Charlot, le projectionniste
- Jean-Claude Dreyfus : Michel Rivière, le directeur du festival
- Jackie Berroyer : Franck Belrive, le producteur
- Bruno Putzulu : Miroslav Slibovitz, réalisateur mythomane-parano
- Margaux Vallé : Clotilde
- Jeanne Goupil : Paule Daventure, membre du jury
- Géraldine Danon : Ivane, assistante du directeur du festival
- Jean-Christophe Bouvet : Jean-Michel Bitume, critique
- Rémi Boutet de Monvel : Ulysse Pigozzi
- Mathieu Lourdel : Ulysse Pigozzi
- Raul Fokoua : Ulysse Pigozzi
- Camille Landru-Girardet : Ulysse Pigozzi
- Xavier Mussel : Dr. Maurice Garcia
- Vanina Tachdjian : Hilda
- Thomas Ganidel : Bruno Bitsch
- Mathieu Wilhelm : Sam Lanzac
- Laure Millet : Philomène
- Xavier Bonastre : Marc-Philippe Lestime